# Type 79 Jyu-MAT
Il Type 79 Jyu-MAT (79式対舟艇対戦車誘導弾?, Nanakyū shiki tai shūtei tai sensha yūdōdan) è un missile multiuso portatile giapponese.  Lo sviluppo è iniziato nel 1964 presso Kawasaki Heavy Industries e si è concluso nel 1979, con la successiva entrata in servizio nel 1980.
Durante la costruzione del prototipo, il missile ricevette il nome in codice XATM-2,  poi divenuto ATM-2 alla conclusione dello sviluppo per designare il modello definitivo.

## Caratteristiche
Il Type 79 Jyu-MAT è un missile multiuso di seconda generazione adatto sia per l'attacco contro i carri armati sia per distruggere le navi da sbarco durante le operazioni anfibie. Il termine jyu (trascritto anche jū) significa "pesante" e indica un tipo di missile con prestazioni superiori e maggiori capacità, in grado di contrastare anche i mezzi più grandi, come per l'appunto le navi e le imbarcazioni.

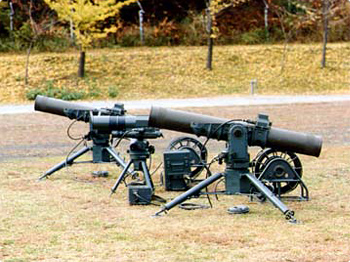
Il sistema di lancio del Type 79 Jyu-MAT è composto dal tubo lanciatore, il treppiede, il sistema di puntamento e il lungo cavo di collegamento.

Il missile ha una lunghezza di 1,5 m, un diametro di 15 cm, e un peso di 33 kg. Monta una testata bellica di 4,2 kg che può essere di due tipi selezionabili: HEAT (High Explosive Anti-Tank) a carica cava contro i carri armati, e HEAS (High Explosive Anti-Ship) con carica a frammentazione e spoletta magnetica per le navi. Il missile viene trasportato in un contenitore cilindrico che funge anche da lanciatore, espellendolo dal tubo grazie alla spinta del razzo a combustibile solido, e dopo il lancio accelera fino a raggiungere la velocità massima di 720 km/h.  Il raggio d'azione è decisamente buono, e può arrivare a una gittata di 4 km, che è fra i valori più elevati della categoria. Il tubo di lancio viene montato su un treppiede a cui è collegato il sistema di puntamento e il trasmettitore. Il metodo di guida è SACLOS (Semi-Automatic Command to Line Of Sight), con il quale l'operatore dirige il missile semplicemente inquadrando il bersaglio nel dispositivo di puntamento.  I comandi sono trasmessi tramite un cavo elettrico che si srotola durante il volo.

## Impiego operativo
Il sistema che compone il Type 79 Jyu-MAT è complesso, formato da molte parti voluminose e pesanti, come il grosso treppiede, l'apparato di puntamento dotato di diverse grandi telecamere, il cavo di trasmissione arrotolato, e i tubi di ricarica. Il trasporto richiede quindi dei mezzi adeguati, e perciò è stato scelto il veicolo Mitsubishi Type 73 per adempiere a questo scopo.

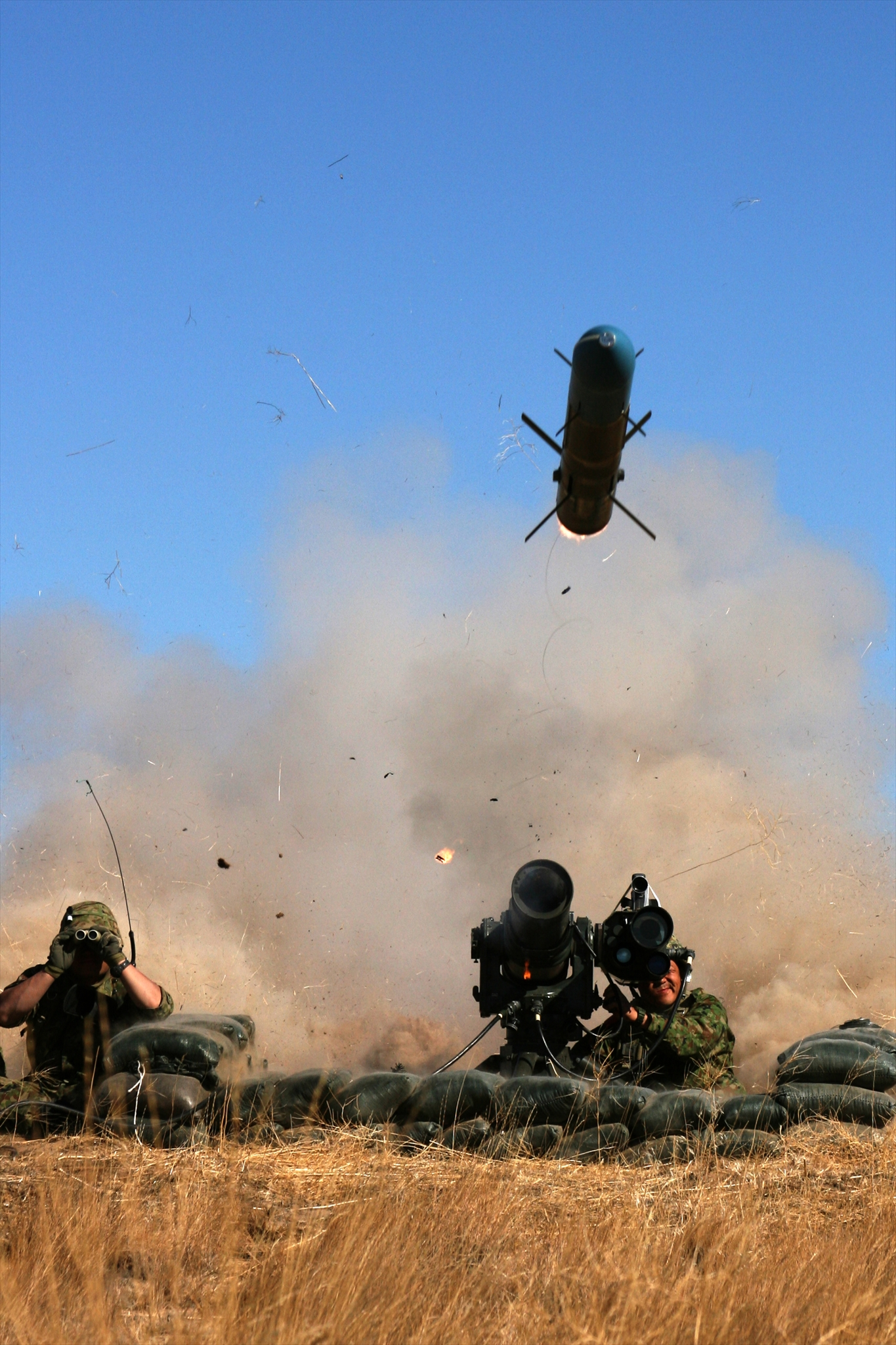
Lancio di un missile Jyu-MAT.

Una versione del Type 79 Jyu-MAT è montata anche sulla torretta del veicolo da combattimento della fanteria Mitsubishi Type 89 IFV.

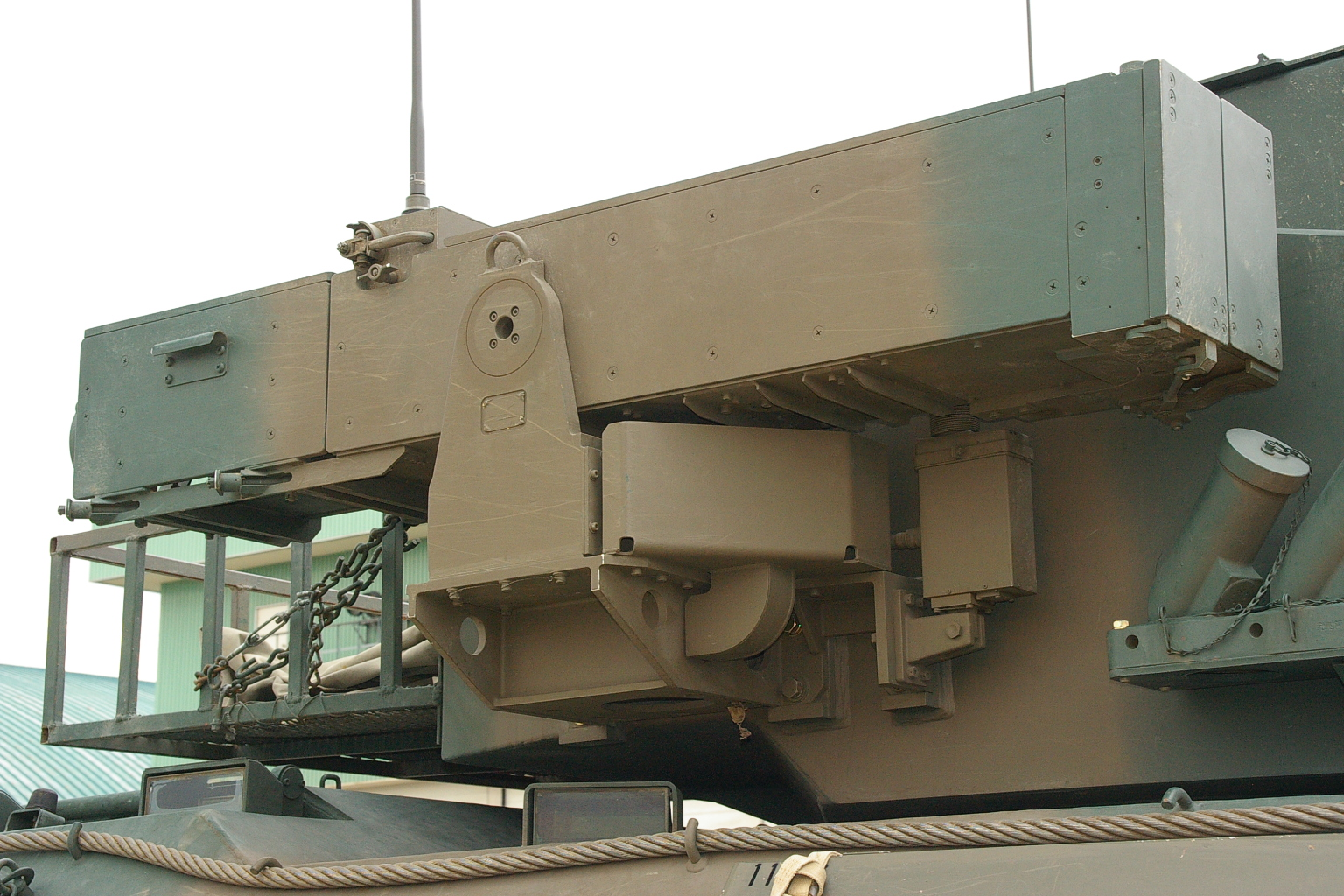
La versione montata sul veicolo blindato Mitsubishi Type 89 IFV.